# Жантас
Жантас (каз. Жантас, до 199? г. — Ленинка) — село в Уланском районе Восточно-Казахстанской области Казахстана. Входит в состав Таргынского сельского округа. Код КАТО — 636273200.

## Население
В 1999 году население села составляло 250 человек (123 мужчины и 127 женщин). По данным переписи 2009 года, в селе проживали 173 человека (89 мужчин и 84 женщины).